# Manusstruikkoekoek
De manusstruikkoekoek (Cacomantis blandus) is een vogel uit de familie Cuculidae (koekoeken). Eerder was dit een ondersoort van de treurkoekoek (C. variolus blandus).

## Verspreiding en leefgebied
Deze soort komt voor in Papoea-Nieuw-Guinea op de Admiraliteitseilanden waarvan Manus het hoofdeiland is. 